# 曾芷君
曾芷君（英文名︰Tsang Tsz-Kwan），是一名患有弱聽、失明及觸感障礙的香港女生，透過唇讀凸感盲文進行學習。在2013年香港中學文憑考試考獲三科5**的成績，為人熟知。

## 生平
曾芷君在心光盲人學校讀至中一，後來轉去英華女學校重讀中一。
她報考香港中學文憑考試的中英文聆聽考試時，曾有一點猶豫。因要很集中精神聆聽考試內容，另一方面用點字機作答時會發出聲響，有時聽不清楚。因她覺得不可因而放寬對自己的要求，要多善用自己尚有的力量。原本可獲豁免聆聽考試，最終決定應考。
香港中學文憑考試放榜，她考獲三科5**的成績。
她出席一個電台節目時表示，多年來父母教導她，要過一些充實及有意義的生活，遠遠勝過豐盛的物質生活，才會知足常樂。
她希望可以入讀香港中文大學翻譯系。

## 家庭生活
曾芷君的爸爸是某酒樓的點心師傅，媽媽是一名家庭主婦，一家三口住在香港的公屋。

## 傳媒報導

### 香港
曾芷君考獲三科5**的佳績被廣泛報導外，很多傳媒藉此提及已故聾人狀元李菁的故事，令社會人士關注殘障人士就業難的問題。聾人機構「龍耳」表示殘障人士即使學歷高亦難找工作，顯示社會仍然歧視他們。她亦表示有不少僱主開始願意聘請聾人及弱聽人士，但仍要繼續努力，爭取社會改變。

### 美國
曾芷君接受美國有線新聞網絡 (CNN)的訪問。她以流利英語來分享自創唇讀及在主流學校的經歷和感受，美國的視障教育專家對於她考獲優異成績，感到意外。
她的故事報導後，有不少海外傳媒紛紛轉載，海外網民紛紛留言及讚嘆她驚人的毅力。